# 马直北墓
马直北墓，位于中国广东省江门市新会区杜阮镇亭园村“大马洒”山，为一座南宋古墓葬。2003年，列入新会区文物保护单位。马直北原为北宋奉政大夫，金兵南下后，迁居广东。马直北让自己的几个儿子分居广东各地，因而成为广东马氏的始祖。